# 今村陽一
今村 陽一（いまむら よういち、1976年5月11日 - ）は、山梨県甲斐市出身のD1ドライバー。同市に店を構えるフラワーショップ「シルキー・ハウス」店長。愛称は「よーいち」。

## 人物
D1グランプリには初年度の2001年から参戦を続けており、2003年度には初めてのシリーズチャンピオンを獲得した。2009年に史上初2度目のシリーズチャンピオンに輝き、翌2010年には史上初のシリーズ連覇、2011年に3年連続・通算4度目のシリーズチャンピオンに輝いた。
2019年より、FDJの審査員としても活動している。
現在の愛車は昔から乗り続けているトヨタ・スプリンタートレノ（AE86）。他にグリップ練習用のシルビア（S15）を所有している。

## 戦績

### D1グランプリ
2001年 - プライベートで乗っているAE86型スプリンタートレノで参戦していた。第1戦にて優勝し、その後も上位入賞を続けた。最終戦日光では、ライバルの谷口信輝に勝てばシリーズチャンピオンを得るところまで詰め寄ったが、ドライ用Sタイヤ4輪装着という作戦に出た谷口のスピードに敗れ、シリーズ2位となった。
2002年 - アペックスのワークスドライバーとなり、アルテッツァで参戦した。主にミッションに問題を抱え、一度もポイントを取る事ができなかったためアルテッツァの使用を止め、シーズン途中からRX-7（FD3S）を投入した。その後、第4戦と最終戦の2勝を挙げてシード権を獲得し、シリーズランキングは5位で終えた。
2003年 - 引き続きアペックスのRX-7をドライブし、シリーズ7戦中6回のポイント獲得、5回の表彰台、そして史上初の2連勝を達成し、自身初のシリーズチャンピオンを獲得した。
2004年 - お台場エキシビジョンと第4戦オートポリスでのクラッシュや、マシンの老朽化もあり、シリーズ中盤までは満足のいく成績を残す事ができなかった。しかし、第5戦のお台場でニューマシンを投入し、優勝こそならなかったものの2位の結果を得た。第5戦翌日のオールスターバトルで優勝を果たしたところから、第6戦エビス、最終戦筑波と3連勝を果たした。12月のアーウィンデールでの日米対決では4連勝の期待が掛かったが、結果は2位であった。シリーズランキングは3位で終えた。
2005年 - 第1戦ではコントロールミスにより風間靖幸に敗退、第2戦では追走1回戦にて織戸学に敗退した。それ以降も第4戦ではサスペンションアームが折れてリタイヤするなどの低迷はあったが、最終戦で優勝しシリーズランキング3位となった。
2006年 - アペックスのD1撤退に伴い、トップシークレット製作のORC・Z33でD1に参戦し、シリーズ15位となった。
2007年 - Z33の2号機をトップシークレットが製作。昨シーズンまでのRB26DETT搭載＆ワイドボディのマシンから、VQ35ベースに過給機をつけたスレンダーボディに変更した。第1戦エビスでは予選落ちを喫したもののその後は成績を上げ、最終的にはシリーズランキング6位となった。
2008年 - トップシークレットのD1参戦休止に伴い、昔から縁のあるオートプロデュースBOSSが製作したS15で参戦した。開幕戦から追走に進出してシード入りを果たすと、以降は斎藤太吾や野村謙、手塚強らとチャンピオン争いを演じた。最終的には最終戦の斉藤との直接対決に敗れてシリーズチャンピオンを逃がしたものの、移籍1年目でシリーズランキング2位という好成績を残した。
2009年 - 前年に引き続きオートプロデュースBOSSのS15で参戦した。この年も開幕戦から追走に進出する活躍を見せた。開幕戦こそ決勝でマシントラブルにより野村謙に次いで準優勝に終わったものの、第2戦の決勝で再び野村と対決し優勝を果たした。以降は必ずベスト8以内に入りながらコンスタントにポイントを積み重ね、最終戦でベスト8に進出した時点でD1史上初となる2回目のシリーズチャンピオンを獲得した。
2010年 - ブリヂストンのD1撤退に伴い、タイヤはダンロップへ変更となった。この年は開幕戦のお台場で優勝し、以降もベスト8以上に入り続け、第6戦のエビスで優勝した時点で最終戦を待たずにD1史上初の自身3度目のシリーズチャンピオンとなり、また初のシリーズ連覇を達成した。
2011年 - 東日本大震災の影響により、開幕戦の予定であったお台場が6月に延期となり、第3戦オートポリスからシーズンがスタートした。この大会では単走でスピンを喫し20位に終わり、追走はベスト8まで行ったところで雨によりD1初の中止となったため、単走のみの結果で20位に終わった。しかし続く第4戦鈴鹿では準優勝、延期となった第1戦お台場では単走1位、追走は2位を獲得した。第7戦エビスでは、追走トーナメント決勝でピットウォールにクラッシュし準優勝に終わったが、最終戦富士では優勝を果たし、D1史上初の自身4度目・3年連続のシリーズチャンピオンとなった。
2012年 - 4年間在籍したチームBOSSを離れ、日栄レーシングプロジェクトに移籍した。マシンは同じくS15シルビアで参戦。タイヤはメーカーの意向でダンロップからファルケンにチェンジする。2013年も同様の体制で参戦した。
2014年 - 大阪トヨペットが母体となるOTGモータースポーツへと移籍し、マシンをトヨタ・86へとチェンジ。この車両は元々海外のチームがサイオン・FR-S（86の北米仕様）をベースにフォーミュラ・ドリフト参戦用に製作途中だったものを買い取ったもので、日本到着後に左ハンドルから右ハンドルへと変更されている。エンジンは今村の希望からTRDがNASCARへ供給している5.8LV8エンジンを搭載しており、このマシンを駆りシリーズ7位を獲得した。
2015年 - 同じくOTGモータースポーツから86で参戦。本来はシーズン中盤からマシンをLFAへ変更し参戦する予定であり、実際にこの年のお台場エキシビションにて投入され、後のD1 WORLD CHAMPIONSでは斎藤太吾のムルシエラゴとの追走が実現。以降もエキシビジョンで走行したが、修理代が高額であるため結局実戦投入はされなかった。
2016年 - タイヤをダンロップに変更。エンジンもトヨタ製のV型6気筒（1GR-FE）ツインターボになった。
2017年 - 前年と同様の体制で参戦。第5戦エビスでは3位表彰台を獲得し、シリーズを総合8位で終えた。
2018年 - チーム名に自身が経営する花屋の「シルキー・ハウス」を加え、SILKY HOUSE OTGとして参戦。ただしこの年は第1・2戦の舞洲のみのエントリーとなり、第3戦以降は参戦しなかった。
2019年 - MMMレーシングのVR38DETTを搭載したフェラーリ・550マラネロで参戦。開幕戦の筑波はレインコンディションで、開発が進んでいない新型マシンであったこともあり1コーナーでクラッシュを喫した。
2020年以降はD1に参戦していないが、サーキットでの走行会などのイベントに主催者として携わっている。

### その他のモータースポーツ参戦
2003年から、坂東商会より「ネッツカップ アルテッツァシリーズ」に「ORC☆タイトーアルテッツァ」として参戦。2005年第2戦富士では自身初のポールポジションを獲得し、決勝でも2位入賞で初の表彰台に立った。
このチームで出会った坂東正敬監督とは、ビデオオプション内で凸凹コンビとして人間ラジコン、トレインカーレースなど様々な企画に挑戦している。
2010年には筑波サーキットで行われたZチャレンジにスポット参戦し、予選6位、決勝5位を獲得した。

## エピソード
- 山梨県にある実家は花屋「シルキー・ハウス」を経営しており、自身も花屋家業を主業にしており、配達や仕入れも自らクルマを駆って行っているという。特にチューニングショップの開店祝いに花を出す事が多く、おかげでどのショップからも顔を知られることになる。下手にシード落ちしてしまうと予選日と花の仕入れ日が重なってしまうため、「日光に行かなくて良かった！」のコメントを出した事がある。
- 車の運転を副業にしている立場ながら、自身の経営する「シルキー・ハウス」に客が運転する車が突っ込んだことがある。2008年9月4日のケータイOPTIONブログによると「アクセルとブレーキを踏み間違えたらしい。」と今村本人が写真付きで状況を説明している。
- アメリカ・ニュージャージー州のイングリッシュタウンで行われたエキシビジョンマッチにおいて、日本のドリフトレベルの高さをアピールするために日本人D1ドライバーで団体ドリフトを行った際、たった一人発泡スチロール壁に激突した。マシン自体にダメージは少なかったがその後ピットでエンジンが停止した。
- 土屋圭市や、先輩である織戸学、谷口信輝らと並ぶ漫画『頭文字D』の愛読者としても知られ、「頭文字D」の増刊本に掲載されたハチロク乗りのドライビング写真はアマチュア時代の今村が運転したものだった。また、「頭文字D Battle Stage」での雑談会では土屋・織戸と共に出演し、同メンバーでアニマックスでの三者解説コーナーにも出演している。
- 谷口信輝の事を「永遠の先輩」として尊敬している。
- いか天時代からD1初期時代、「世界一の馬鹿ハチロク使い」と言われたことがある。
- 2017年、テレビ山梨の番組ウッティタウン6丁目に出演。同郷のプロレスラー・鷹木信悟を助手席に乗せ、スポーツランドやまなしでドリフトを行った[5]。

## 経歴年表
- 2001年 - AE86 スプリンタートレノで参戦 年間ランキング2位
- 2002年 - APEX SXE10 アルテッツァで参戦、第4戦からAPEX FD3S RX-7 年間ランキング5位
- 2003年 - APEX FD3S RX-7で参戦 年間ランキング1位
- 2004年 - APEX FD3S RX-7で参戦 年間ランキング3位
- 2005年 - APEX FD3S RX-7で参戦 年間ランキング3位
- 2006年 - TOP SECRET with ORC Z33 フェアレディZで参戦 シリーズ15位
- 2007年 - TOP SECRET with ORC Z33 フェアレディZで参戦 シリーズ6位
- 2008年 - Team BOSS with POTENZA D-1 project BOSS S15 シルビアで参戦 年間ランキング2位
- 2009年 - Team BOSS with POTENZA D-1 project BOSS S15 シルビアで参戦 年間ランキング1位
- 2010年 - M7 BOSS SGC with DUNLOP S15 シルビアで参戦 年間ランキング1位
- 2011年 - SGC BOSS with DUNLOP S15 シルビアで参戦 年間ランキング1位
- 2012年 - NICHIEIレーシングプロジェクト WIth FALKEN S15シルビアで参戦
- 2013年 - NICHIEI ECO BURN with FK S15シルビアで参戦
- 2014~18年 - OTG Mortor Sports 86で参戦
- 2019年 - MMMレーシング F550 マラネロで参戦